# ルーカス・パパデモス
ルーカス・ディミトリオス・パパデモス（ギリシャ語: Λουκάς Δημήτριος Παπαδήμος, ラテン文字転写: Lucas Demetrios Papademos, 1947年10月11日 - ）は、ギリシャの経済学者、政治家。2002年から2010年まで欧州中央銀行の副総裁、2011年11月より半年間同国首相を務めた。

## 来歴
1947年、アテネに生まれる。アテネ高校を卒業後、マサチューセッツ工科大学に学び1970年に物理学学位、1972年に電気工学修士、1977年に経済学博士を取得。
コロンビア大学教授（1975年 - 1984年）、アテネ大学教授（1988年 - 1993年）として経済学の教鞭をとる傍ら、1980年にはボストン連邦準備銀行でシニア・エコノミストを務めた。
1985年、ギリシャ銀行入行。チーフ・エコノミスト、副総裁を歴任したのち、1994年から同行総裁に就任。2002年、欧州中央銀行副総裁に就任。
ギリシャ経済危機への対応をめぐり2011年11月に首相辞任に追い込まれたゲオルギオス・アンドレアス・パパンドレウの後継候補として早い段階で名が挙がり、11月10日に連立政権に参加する全ギリシャ社会主義運動と新民主主義党がパパデモスの擁立で合意。11月11日に就任した。しかし2012年5月に行われた総選挙において緊縮財政を掲げる連立与党は過半数を割り込み、パプーリアス大統領による連立工作も失敗。規定により再選挙が行われることとなり、暫定政権が組まれることとなったが、パパデモスが引き続き首相を務めるというパプーリアスの提案も財政緊縮反対派に受け入れられず、パナギオティス・ピクラメノスが暫定首相を務めることとなり、パパデモス政権は約半年でその幕を閉じた。
2017年5月25日には車に乗っていたパパデモスが封筒を開けたところ、中に仕掛けられていた爆発物が爆発する事件に見舞われ負傷し、命に別状はないものの病院に搬送された。この事件では過激派の活動歴のある男が逮捕されている。
日米欧三極委員会の会員にもなっている。

## 政策
欧州中央銀行副総裁としてギリシャのユーロ参加に尽力した経緯もあって、ギリシャのユーロ圏脱退には反対であり、加盟し続けることによって金融安定、経済繁栄が実現するとの立場である。